# Platycheirus kelloggi
Platycheirus kelloggi är en tvåvingeart som först beskrevs av Snow 1895.  Platycheirus kelloggi ingår i släktet fotblomflugor, och familjen blomflugor. Inga underarter finns listade i Catalogue of Life.